# Liphistius marginatus
Espèce
Liphistius marginatus est une espèce d'araignées mésothèles de la famille des Liphistiidae.

## Distribution
Cette espèce est endémique de Thaïlande.

## Publication originale
- Schwendinger, 1990 : On the spider genus Liphistius (Araneae: Mesothelae) in Thailand and Burma. Zoologica Scripta, vol. 19, no 3, p. 331-351.